# Украинский национализм

Сине-жёлтый флаг — основной символ украинского национального движения, государственный флаг УНР, Украинской державы гетмана Скоропадского, ЗУНР, Холодноярской республики, Республики Команча, Гуцульской республики (1917—1920 гг.), Карпатской Украины (1939 год), УГП (1941 год) и Украины (с 1991 года)

Флаг ОУН и УПА. Продолжает использоваться украинскими праворадикальными националистическими организациями и поныне

Флаг ОУН. Тризуб в виде вил и меча используется украинскими право радикальными националистическими организациями и поныне

Украи́нский национали́зм (укр. Український націоналізм) — совокупность идей, представлений и убеждений, что украинская нация среди политических ценностей имеет наибольшее значение, и что украинское отечество является важнейшей ценностью в обществе и в жизни.

## XIX век
Основание теории украинского национализма было заложено в «Книге бытия украинского народа», написанной, в частности, членами первой в Российской империи организации политического направления «Кирилло-Мефодиевское братство» — историком Николаем Костомаровым и поэтом Тарасом Шевченко. Николай Костомаров выдвинул тезис о двух русских народностях, доказывая существование отдельной «южнорусской» народности. В 1830-е гг. в Галиции, принадлежавшей австрийской империи, возникла так называемая «Русская троица» («Руська трійця»), куда входили М. Шашкевич, И. Вагилевич, Я. Головацкий. В 1837 г. в Пеште вышла их книга «Русалка Днестровая». Она стала важной вехой развития украинского национального движения в Галиции, поскольку была написана простым языком, на основе западноукраинских говоров. Новый импульс украинскому национальному движению в Австрии придала «Весна народов» 1848 г. 2 мая 1848 г. во Львове был образован Главный руський совет («Головна руська рада»). Он провозгласил лозунг о единстве русинов Галичины и украинцев Российской империи, и выступил за разделение Галиции на украинскую и польскую части. Однако с поражением революции Головна Руська Рада прекратила свое существование.
В 1847 году ряд членов общества был арестован и выслан.
Деятельность организации была возобновлена в 1850—1860-е годы. Одновременно наметился раскол между сторонниками собственно украинской и малороссийской (выступающих против отделения) ориентации. Данное противостояние усилилось после Валуевского и Эмсского указов, резко ограничивших использование украинского языка в образовании и науке. Однако, даже среди сторонников «украинства» вплоть до конца XIX века за немедленное отделение Украины от Российской империи выступали очень немногие. В этих условиях центр украинской издательской деятельности перекочевал в Австро-Венгрию, однако поначалу там тон задавали выходцы из Российской империи М. П. Драгоманов, позднее М. С. Грушевский. Там, в условиях контакта западной, австрийской, и восточной, российской, частей Украины происходила выработка единого национального языка и единого правописания, которое установится позже. В Галиции возник конфликт между «русофилами», выступавшими за сближение с Российской империей, и «народовцами». При этом, в свою очередь, между восточными «украинофилами» и галицкими «народовцами» также существовало неприятие.
В 1860-е гг. в городах Галиции также стали создавать украинские громады. В 1868 г. было создано общество «Просвіта» («Просвещение»), занимавшееся распространением украинской литературы и культуры и сыгравшее важнейшую роль в формировании украинской нации. После манифеста 17 октября 1905 г. украинский язык получит полную свободу, однако вскоре вновь начнется наступление на украинский язык, которое особенно усилится после начала Первой мировой войны.

## Конец XIX — начало XX века
Сам термин «национализм» появляется в украинской публицистике примерно в 1880—1890-е годы. Сначала этот термин использовался не для обозначения конкретной политической доктрины, а предусматривал достаточно широкий круг общественно-политических представлений и предпочтений украинского народа. Например Борис Гринченко в «Письмах из Украины Надднепрянской» отличает среди украинских деятелей «формальных националистов», «проявляющих приверженность ко всему украинскому: от украинского языка, к украинской литературе, и даже к украинской одежде».
На рубеже XIX—XX веков ситуация изменилась: разделение украинского национального движения на отдельные конкурирующие течения и борьба между ними приводят к идеологизации и политизации понятия «национализм».

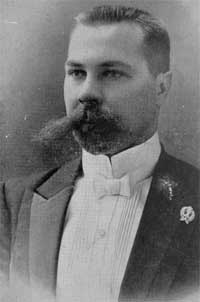
Николай Михновский

В 1890 году в Галиции Иваном Франко и Михаилом Павликом была создана Русско-украинская радикальная партия. Деятельность украинских и русофильских движений вызывает реакцию австро-венгерского правительства. Они начинают поддерживать народовцев, предпринимают шаги по закреплению статуса украинского языка, предоставляют возможность украинцам поступать на государственную службу.
В 1891 году Гринченко вместе с Виталием Боровиком, Иваном Липой и Николаем Михновским основывает «Братство Тарасовцев», первую организацию, провозгласившей своей целью создание независимой (самостоятельной) Украины. В 1900 году была создана Революционная украинская партия, программа которой включала в основном социал-демократические преобразования, но также требования автономии и национального самоуправления.
В 1902 году в результате внутренних противоречий из РУП выделяется националистическая Украинская народная партия. Тезисы её основателя Николая Михновского были ксенофобскими: «Украина для украинцев», «москали, поляки, венгры, румыны и евреи — это враги нашего народа, пока они руководят нами», «не бери жену из чужаков», партия придерживалась радикально-националистической идеологии и обменивалась критикой с более умеренными организациями.
Общая численность активистов этого националистического движения оставалась незначительной. Так, по оценкам лидера Украинской демократическо-радикальной партии Е. Х. Чикаленко, в сентябре 1910 года количество «свідомих людей» (то есть национально сознательных) составляло «не более 2 тысяч душ». Как он сетовал в своем дневнике (Щоденник (1907—1917). Киев, 2011. С. 126), «30 млн украинцев, может, найдутся 300 человек, которые искренне привержены делу. Небогато!».
По мнению Джона Пола Химки, украинский национализм конца XIX — начала XX века имел сильный социалистический компонент и скорее «левую» направленность. В частности, на Западной Украине преодолевались ксенофобия и антисемитизм, в 1920-х годах были распространены симпатии к Советскому Союзу. Однако в период между Первой и Второй мировыми войнами на фоне лишения галицких украинцев Польшей некоторых прав, которые те имели в Австро-Венгрии, сформировались идеи о том, что демократичность и социалистическое мировоззрение помешали «получить украинское государство». Как и в остальной Европе, растущую популярность приобретали волюнтаристские, праворадикальные идеологии. В 1930-х годах коммунистические идеи были опорочены сталинскими репрессиями и массовым голодом.

## Украинский интегральный национализм

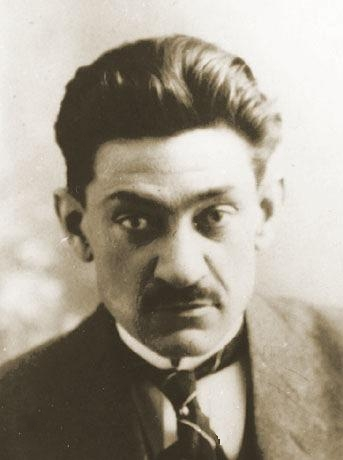
Дмитрий Донцов

Одним из активных оппонентов «буржуазного национализма» с позиций социализма в начале XX века был публицист, печатавшийся под псевдонимом «Дм. Закопанець» — в будущем автор известного манифеста радикального украинского национализма Дмитрий Донцов. К Первой мировой войне Дмитрий Донцов меняет свои политические предпочтения и в 1926 году публикует работу «Национализм», в которой, основываясь на взглядах социал-дарвинизма, утверждает, что во главе нации должен стоять особый слой «лучших людей», задачей которых является применение «творческого насилия» в отношении основной массы народа, а вражда наций между собой естественна и в итоге должна привести к победе «сильных» наций над «слабыми». Взгляды Донцова легли в основу идеологии ОУН.
Несмотря на то, что Дмитрий Донцов заложил концептуальные основы украинского национализма, членом ОУН он никогда не был, и непосредственно идеологию ОУН разрабатывали другие люди. Ни Евгений Коновалец, ни его «наследники», Андрей Мельник и Степан Бандера, крупными идеологами не были и каких-либо значительнных идеологических работ не создали. Бандера свои основные работы написал уже после войны.

### ОУН и УПА
В 1920-х годах возникает ряд организаций, исповедовавших радикально-националистическую идеологию. К ним относились: Украинская войсковая организация (УВО), Группа украинской национальной молодёжи, Лига украинских националистов (с вошедшим в неё Союзом украинских фашистов), Союз украинской националистической молодёжи.
В 1929 году эти организации объединяются в Организацию украинских националистов (ОУН) на I Конгрессе (Сборе) украинских националистов, проходившем в Вене 27 января — 3 февраля 1929 года. Первым руководителем ОУН в 1929 году стал руководитель УВО Евгений Коновалец.
Уже на начальном этапе существования ОУН сложился определённый набор основных мировоззренческих принципов, которые, по словам Г. Касьянова, были типичными как для украинского, так и для любого другого национализма (государственность нации, её суверенитет, культурная однородность). Однако трактование этих принципов, способы их реализации и взаимодействия с другими идеологиями имели «местную специфику», а к тому же с течением времени подвергались различным изменениям, характер которых отличался в зависимости от фракции украинского националистического движения.

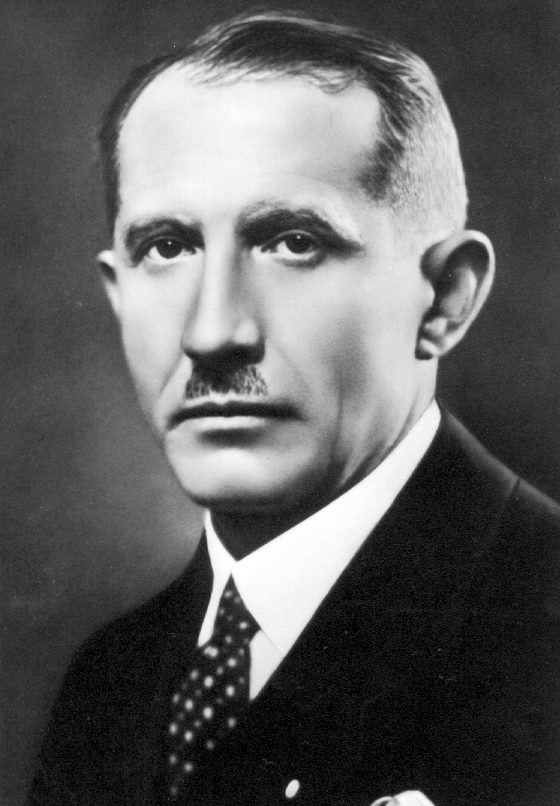
Евгений Коновалец

Основным регионом деятельности ОУН была Восточная Галиция, а её руководящая структура здесь именовалась «Краевая Экзекутива ОУН на западно-украинских землях».
Однако, среди видных деятелей ОУН были не только представители Западной Украины: видный оуновец Евгений Онацкий был родом с Сумщины, Николай Сциборский — из Житомира, Дмитрий Андриевский — с Полтавщины, Юрий Липа — из Одессы.
В 1933 году главой Краевой Экзекутивы стал Степан Бандера. Под его руководством ОУН проводит серию резонансных террористических актов против польских властей. Первым стало покушение на жизнь школьного куратора Гадомского, осуществленное 28 сентября 1933 года, в знак протеста против уничтожения польскими властями украинского школьного образования и полонизации. 21 октября того же года 18-летний студент Львовского университета Николай Лемик убил в советском консульстве сотрудника ГПУ Алексея Майлова. Этим политическим убийством руководил лично Степан Бандера. Лемик добровольно сдался полиции, чтобы во время суда рассказать о голодоморе на советской Украине. Пиком террористической деятельности ОУН стало покушение на жизнь министра внутренних дел Польши Бронислава Перацкого. Это убийство было актом мести за «пацификацию» в Восточной Галиции в 1930 году. Тогда польские власти усмиряли галичан массовыми избиениями, разрушая и сжигая украинские читальни, хозяйственные учреждения. Практически все организаторы террористического акта были арестованы польской полицией и в 1936 году осуждены на различные сроки заключения.
С самого начала своего возникновения ОУН находилась в поле зрения германских спецслужб и ещё до прихода Гитлера к власти установила тесные связи с Абвером и получала от него финансирование. В немецких разведшколах прошло обучение несколько сотен оуновских боевиков, а суммарный объём финансовой помощи некоторые авторы оценивают в 5 млн марок. С другой стороны, после убийства Бронислава Перацкого немецкая полиция по первому же требованию польских властей арестовала и депортировала в Польшу Николая Лебедя, арестовала и заключила в немецкую тюрьму ещё одного активиста ОУН, Рико Ярого. Сотрудничество германских спецслужб с ОУН продолжалось вплоть до Второй мировой войны и нападения Германии на СССР.
Сталинский режим был обеспокоен нарастанием активности ОУН и организовал убийство лидера организации Евгения Коновальца в Роттердаме в 1938 году. Смерть Коновальца привела сначала к кризису в ОУН. Она разоблачила фундаментальные разногласия между более радикальными членами ОУН в Западной Украине и умеренными членами Провода украинских националистов, которые жили за границей. Трения между эмиграцией и западноукраинским подпольем возникали ещё раньше, однако тогда авторитет Коновальца препятствовал расколу, а у сменившего Коновальца на посту главы ОУН Андрея Мельника такого авторитета в глазах галичан не было. Вступление в должность лидера ОУН человека, который на протяжении 1930-х годов не принимал активного участия в деятельности организации, обострили имевшиеся трения.

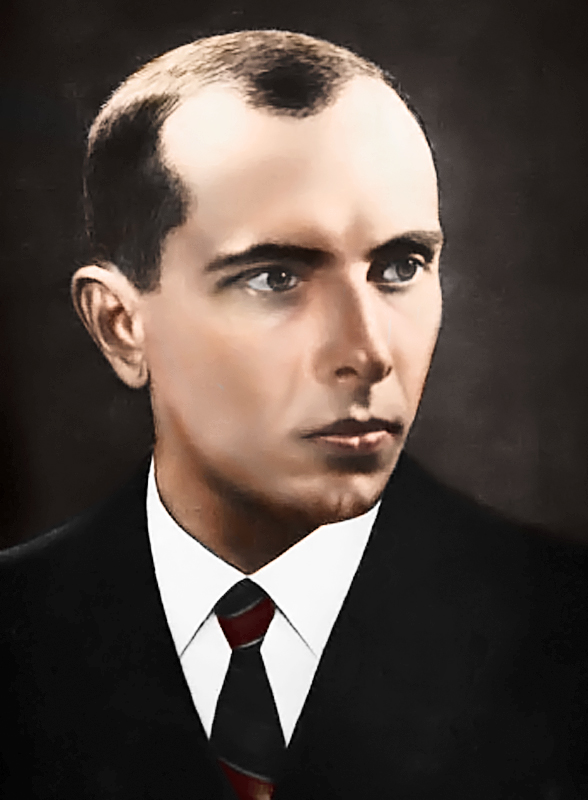
Степан Бандера

В марте 1939 года в Закарпатье была провозглашена независимая Карпатская Украина, просуществовавшая несколько дней. Основу её вооружённых сил составила Карпатская Сечь, находившаяся под контролем оуновцев. 14 марта Венгрия при поддержке Польши начала военную интервенцию в Закарпатье, сопротивление оккупантам пыталась оказать Карпатская Сечь, но после нескольких дней упорных боёв Закарпатье было захвачено, значительная часть бойцов Сечи оказалась в венгерском плену, часть из них была расстреляна. Вторжение Венгрии в Карпатскую Украину на некоторое время обострило отношения ОУН и Германии. В этот период даже затормозилось финансирование ОУН Абвером, что не в последнюю очередь было вызвано заключенными советско-германскими соглашениями. Но сотрудничество не прекратилось. Уже к середине апреля 1939 года Берлину удалось заверить руководство ОУН в неизменности политики Рейха по отношению к украинцам и поддержке их стремления к самостоятельности. По ходатайству немецких дипломатов венгры отпустили из плена несколько сот украинских националистов. Вышедшие из венгерских лагерей оуновцы, а также их товарищи, проживавшие в Европе на легальном положении, в начале июля 1939 года вошли в создающийся Украинский легион под руководством полковника Романа Сушко и принимали участие в польской кампании. Легион предназначался для разжигания антипольского восстания в Западной Украине перед немецким вторжением в Польшу. Однако незадолго до начала войны ситуация в корне изменилась: после заключения пакта Молотова — Риббентропа немцы больше не беспокоились о Западной Украине. Согласно договоренностям, эта территория становилась частью СССР, а нацистская Германия не хотела портить отношения с новым союзником.
26-27 августа 1939 года Андрей Мельник был официально утверждён в должности лидера ОУН Вторым Великим Сбором украинских националистов в Риме. Так называемому «Узкому руководству» или «Триумвирату», обеспечивавшему временное исполнение руководящих обязанностей, с большим трудом удаётся добиться согласия на то, чтобы согласно завещанию Коновальца назначить Мельника его преемником. Впрочем, это удалось только потому, что отсутствовал главный соперник Мельника — Степан Бандера, — который за террористическую деятельность против Польши отбывал пожизненное заключение.
В момент начала германского вторжения в Польшу, Бандера содержался в одиночной камере брестской тюрьмы. 13 сентября тюремная охрана разбежалась, и Бандера сбежал из тюрьмы. Он пешком дошёл до Львова, который уже заняла Советская армия. Во Львове он конспиративно пробыл около двух недель. Ознакомившись со складывающейся обстановкой, Бандера счёл необходимым перестроить всю работу ОУН и направить её против нового главного врага — СССР. Многие члены ОУН поддержали планы Бандеры, касающиеся дальнейшей деятельности организации и предусматривающие расширение сети ОУН на всю территорию Украинской ССР и начало борьбы против советских властей на Украине. В октябре 1939 года Бандера нелегально переходит германо-советскую демаркационную линию и перебирается в Краков на территорию Генерал-губернаторства, где активно включается в деятельность ОУН. Он смог заручиться поддержкой среди активистов-подпольщиков Западной Украины, а также некоторых представителей руководства ОУН, проживавших в эмиграции в странах Европы и сохранявших непосредственную связь с подпольем. ОУН под руководством Бандеры начало готовить вооружённое восстание в Галиции и Волыни.
По оценкам современных украинских историков, на конец 1939 года насчитывалось 8-9 тыс. членов ОУН (максимум 12 тысяч, если считать всех активно сочувствующих националистическим идеям). Часть ОУН во главе с Мельником считает, что надо делать ставку на нацистскую Германию и её военные планы. Другая часть во главе с Бандерой — что надо создавать вооружённое подполье и быть готовыми к партизанской войне, в том числе и с нацистами, поскольку в существовании самостоятельной Украины, по их убеждению, не была заинтересована ни одна западная держава. Все сходятся только на том, что СССР — главный враг.
Мельник и Бандера так и не сумели договориться. Раскол ОУН на «мельниковцев» и «бандеровцев» в Риме 10 февраля 1940 года был таким же, как раскол РСДРП на «большевиков» и «меньшевиков». ОУН(б) — бандеровская и ОУН(м) — мельниковская. Каждая группировка с этого момента провозглашала себя единственно законным руководством ОУН. Сторонники Степана Бандеры были готовы к радикальным методам борьбы. Ещё до того, как Германия напала на СССР, они приняли решение: «в случае войны воспользоваться ситуацией, взять власть в свои руки и на освобожденных от московско-большевистской оккупации частях украинской земли построить свободное Украинское государство». Единственное, чего не учитывали националисты — так это отношение к их планам самой Германии. Бандеровцы надеялись, что сам факт их выступления против войск СССР заставит немцев признать их союзниками и способствовать возрождению Украины.
Разногласия между бандеровцами и мельниковцами в момент раскола не носили идеологического характера. Тем более не существовало тогда между ними разницы во взглядах на то, какой должна быть политика Украины по отношению к национальным меньшинствам, что представляет собой украинская нация и т. д. Главный идеолог ОУН-Б Степан Ленкавский утверждал, что между бандеровцами и мельниковцами не существует идеологических различий, а имеются лишь расхождения в тактике, а также проблема личных отношений между лидерами (проводниками). Борьба между сторонниками ОУН-Б и ОУН-М была не просто организационной или идеологической. По некоторым данным с момента раскола по июнь 1941 года в междоусобных разборках погибло 400 мельниковцев и 200 бандеровцев.
В 1940 году ОУН-Б несколько раз планировала антисоветское восстание в Западной Украине, но из-за постоянных ударов советской власти по оуновскому подполью националистам не удалось собрать достаточно сил в Западной Украине для организации восстания. НКВД вела активную деятельность против националистического подполья. Только в декабре 1940 года было арестовано около тысячи человек, в основном, актива ОУН.
15-19 января 1941 года во Львове состоялся «Процесс пятидесяти девяти». Большая часть обвиняемых была приговорена к высшей мере наказания. Но некоторым все же удалось спастись. Среди них был будущий организатор и первый глава УПА Дмитрий Клячкивский. Ему смертный приговор был заменен 10 годами заключения. С началом Великой Отечественной войны ему удалось бежать из тюрьмы. Согласно обвинительному заключению «процесса 59» при подготовке к восстанию ОУН «составлялись так называемые „черные списки“, в которые включались советско-партийные работники, командиры РККА, сотрудники НКВД, лица, прибывшие из Восточных областей СССР, а также национальные меньшинства, которые согласно плану, подлежали физическому уничтожению в момент восстания».
Всего в 1939—1941 гг., по данным советских органов госбезопасности, на Западной Украине было арестовано, захвачено в плен или убито 16,5 тыс. членов националистических организаций. ОУН, однако, сумела сохранить достаточные силы для того, чтобы после вторжения Германии в СССР приступить к масштабной реализации своего плана антисоветского восстания.
После нападения 22 июня 1941 года Германии на СССР, вслед за фронтом, быстро двигавшимся на восток, были отправлены сформированные бандеровцами так называемые «походные группы», маршрут продвижения которых был заранее согласован с абвером. Эти группы выполняли функции вспомогательного оккупационного аппарата, они захватывали населённые пункты и формировали в них украинские органы местного самоуправления. В населённых пунктах, находившихся дальше от линии фронта, националисты распространяли листовки с призывами уклоняться от мобилизации и не помогать Красной Армии. Многие местные жители, мобилизованные в РККА, сами дезертировали и переходили к оуновцам. С приходом немецких войск местное население активно помогало им в преследовании попавших в окружение красноармейцев.
30 июня 1941 в только что оккупированном Львове, на многотысячном митинге в присутствии нескольких немецких генералов, ОУН (б) провозгласило Акт возрождения украинской государственности: «Украинская национальная революционная армия создаётся на украинской земле, будет бороться дальше совместно с союзной немецкой армией против московской оккупации за Суверенную Соборную Украинскую Державу и новый порядок во всём мире». Ядром этой армии должен был стать созданный 25 февраля 1941 года с санкции руководителя абвера адмирала Вильгельма Канариса «Украинский легион». Руководители ОУН надеялись, что накануне войны с Советским Союзом Германия окажет им помощь в создании Украинской армии. Но в планы немцев это не входило. Они соглашались только на обучение нескольких сотен украинских старшин. Была достигнута договоренность об обучении 800 кандидатов. Как надеялись националисты, эти старшины должны были стать ядром союзной с вермахтом украинской армии. Что по этому поводу думали немцы — установить не так легко, потому что письменного соглашения заключено не было. Но с последующим развитием событий становится очевидным, что речь шла лишь об обычном диверсионном подразделении в составе абвера. В оуновских документах это формирование фигурирует под названием ДУН (Дружины украинских националистов), состоявшие из группы «Север» (батальон «Нахтигаль» под руководством Романа Шухевича) и группы «Юг» (батальон «Роланд» под руководством Рихарда Ярого). Однако Акт провозглашения Украинского государства вызвал крайне негативную реакцию руководства нацистской Германии. 5 июля в Кракове был арестован Бандера, 9 июля во Львове — Ярослав Стецько. Бандера предстал перед берлинскими чинами, где от него потребовали публичной отмены «Акта возрождения». Не добившись согласия, 15 сентября Бандеру поместили в тюрьму, а в начале 1942 года — в концлагерь Заксенхаузен, где он содержался до осени 1944 года.
Успехи немецкой армии и быстрое продвижение на восток к середине сентября 1941 года позволили Гитлеру окончательно отвергнуть концепцию «Украинского государства». К тому же излишне самостоятельная активность националистов становилась в тягость немецкой администрации. Отрицательно отнеслись в Берлине и к междоусобной войне, которую ОУН(б) развернула против сторонников Андрея Мельника. 15 сентября по приказу руководителя РСХА Рейнхарда Гейдриха на оккупированных нацистской Германией территориях прошли массовые аресты членов ОУН-Б, охватившие до 80 % руководящих кадров организации. Всего в 1941 году гестапо арестовало более 1500 бандеровских активистов, несколько десятков из них вскоре после задержания расстреляли. Тем не менее ликвидировать украинское националистическое движение не удалось, в ответ на аресты оно ушло в подполье и продолжало борьбу.
Репрессии немецких властей против ОУН продолжались и в 1942 году. В феврале-марте в Бабьем Яре были расстреляны видные деятели ОУН(м), среди которых была убита и известная украинская поэтесса Елена Телига и журналист Иван Рогач (по другим данным, их убивали в застенках гестапо на Владимирской улице, где сейчас находится здание СБУ). В июле в Киеве при попытке сбежать от гестаповцев был убит Дмитрий Мирон («Орлик»). В сентябре 1942 года в концлагере Аушвиц погибли двое братьев Степана Бандеры — Александр и Василий. По наиболее распространённой версии, они были забиты насмерть поляками-фольксдойче, сотрудниками персонала Освенцима. 4 декабря 1942 года во Львове были арестованы Ярослав Старух и Иван Климов. Климов вскоре погиб в заключении под пытками.
В апреле 1942 года по указанию руководителя провода ОУН на Волыни Дмитрия Клячкивского формируются т. н. «группы самообороны» (боевки) по схеме: «кущ» (3 села, 15—45 участников) — уездная сотня — курень (3—4 сотни). К середине лета на Волыни боевки насчитывали до 600 вооруженных участников.
В октябре 1942 года состоялась «Первая войсковая конференция ОУН(б)», на которой было принято решение о переориентации ОУН-Б с Германии на западных союзников. Здесь же был принят ряд решений, касающихся национальных меньшинств, однако основным вопросом конференции стало создание украинских вооружённых формирований и начало вооружённой борьбы с немцами и другими «оккупантами украинских земель». Для проработки вопросов, связанных с созданием самостоятельной украинской армии, была создана специальная комиссия. В результате был подготовлен план создания украинской армии и разработаны «требования военного командования ОУН». К моменту приближения советско-немецкого фронта на борьбу за создание украинского государства планировалось мобилизовать огромное число украинцев — 300 тысяч с советской Украины и 500 тысяч из Галиции, то есть практически 1 млн человек. Эта армия, по замыслу комиссии, должна была выступить против ослабленных противников и завоевать независимость Украины. Наряду с вопросом создания украинской армии, комиссией рассматривались и другие вопросы, связанные с борьбой украинского народа за независимость.
Однако в течение 1942 года повстанческое движение проходило под девизом: «наша вооруженная борьба против немцев была бы помощью Сталину». Поэтому ОУН (Б) воздерживалась от активных действий против Германии и занималась, в основном, подпольной деятельностью и пропагандой. До конца 1942 года руководство ОУН(б) склонялось к мысли, что в советско-германской войне победит нацистская Германия, и поэтому предпочитало подождать, пока оба противника обескровят себя в войне друг против друга — пока же этого не произошло, украинское националистическое подполье собиралось накапливать силы для послевоенного «диалога» с победившей стороной. Ситуация изменилась в начале 1943 года. Красная армия в тот момент уже начала контрнаступление под Сталинградом, а в полесских лесах и Волыни появились несколько крупных соединений советских партизан, которые тут же приступили к атакам на немецкие гарнизоны. И это, по воспоминаниям многих очевидцев, стало одной из причин создания националистами своих собственных вооружённых сил, поскольку руководство ОУН-Б пришло к выводу, что оно может потерять влияние в регионах.
17−23 февраля 1943 года в селе Тернобежье Олевского района Львовской области по инициативе Романа Шухевича была созвана III конференция ОУН, на которой, несмотря на возражения руководившего организацией после ареста Степана Бандеры — Николая Лебедя, было принято решение об активизации деятельности и начале вооружённой борьбы. На третьей конференции ОУН(б) были окончательно решены вопросы создания УПА и определены главные враги украинского освободительного движения (нацисты, поляки и советские партизаны).
Ряды УПА в период с 20 марта по 15 апреля 1943 года пополнило от 4 до 6 тысяч членов «украинской» вспомогательной полиции, персонал которой в 1941—1942 годах был активно задействован в уничтожении евреев и советских военнопленных. Бывшие полицейские, дезертировавшие из немецких частей и перешедшие в УПА по приказу бандеровской ОУН, вместе с бойцами из интегрированных отрядов Боровца и ОУН(м), а также других полицейских подразделений, составляли к концу 1943 года приблизительно половину всего состава УПА.
Своей главной задачей УПА декларировала подготовку мощного восстания, которое должно начаться в благоприятный для того времени момент, когда СССР и Германия истощат друг друга в кровопролитной войне, а затем создание самостоятельного единого украинского государства, которое должно было включать в себя все украинские этнические земли. Кроме украинцев, которых было подавляющее большинство, в составе УПА воевали евреи, русские и другие нацменьшинства. Отношение к ним было крайне осторожным, потому при малейшем подозрении они ликвидировались СБ ОУН.
Антинемецкий фронт ОУН и УПА, возникший в начале 1943 г. и просуществовавший до середины 1944 г., не получил приоритетного значения в стратегии повстанческого движения, имел временный характер и по мнению украинских историков, сводил боевые действия повстанческой армии против германских войск к формам «самообороны народа», трактуя нацистов как временных оккупантов Украины. Поэтому УПА в своих действиях против немцев и не ставила перед собой задачи нанесения им окончательного поражения. Антинемецкие действия УПА сводились, как правило, к недопущению их нападений на территорию, контролируемую повстанцами, недопущению принудительного вывоза местной молодёжи на работы в Германию, а также к ответным акциям в случае нападения немцев на позиции повстанческого движения. Тактика ОУН и УПА была, таким образом, ориентирована на избежание решительного столкновения с гитлеровскими оккупантами при условии их превосходства над силами освободительного движения.
Совершенно иначе вели себя уповцы по отношению к советским партизанским отрядам. В донесениях, сводках, отчетах и мемуарах партизанских командиров эта тема — бои против вооруженных отрядов украинских националистов — присутствует постоянно. Они сковывали движение красных партизан и мешали им воевать с нацистами. Однако в начале 1943 года перед советскими партизанами в Волынской и Ровенской областях Украины не ставилась прямая задача по уничтожению УПА/ОУН(б) — согласно письму Никиты Хрущёва, в апреле 1943 года основным заданием партизан была борьба с немцами. По мере того как украинские националисты стали более активно нападать на советские партизанские отряды, партизаны отвечали им тем же. В конце июля 1943 года Федоров указывал: «В бой с националистами не ввязываться, а когда будут мешать Вам выполнять задание — дать по зубам. Тех, кто будут попадать в плен с оружием — рядовых разоружать и отправлять домой, командиров — расстреливать». Националисты успешно уничтожали небольшие диверсионно—разведывательные группы, которые Красная Армия сбрасывала с самолётов на территорию Волыни. Но попытки полностью разгромить красных партизан или заслать своих агентов в партизанские отряды для уничтожения командного состава оканчивались безрезультатно. В ряде случаев партизаны и уповцы объединялись и вели совместные боевые действия против нацистов. В немецком документе «Национал-украинское бандитское движение» упоминалось, что иногда националисты снабжались оружием с помощью советской авиации.
По неполным данным, УПА за весь 1943 год провела против советских партизан 4 засады, 7 налётов на лагеря и базы, 17 атакующих боёв и 12 оборонных боёв, в результате которых уничтожено 544 партизана и ранено 44. Бандеровцы старались не давать масштабных затяжных боев, а действовали в основном из засад, стремясь использовать элемент внезапности и сиюминутное численное превосходство в конкретном месте и в удобный для них момент. Попавшие в плен к националистам советские партизаны подвергались жестоким пыткам со стороны СБ-ОУН и вскоре уничтожались, причём расправы также порой совершались с особой жестокостью (публичные обезглавливания, повешанье, и.т.д.). Согласно своим отчетам, только лишь часть оперировавших в 1943—1944 гг. на территории Ровенской области отрядов и соединений уничтожила 2275 членов ОУН-УПА (соединение Василия Бегмы — 572, Алексея Федорова — 569, Роберта Сатановского — 390, бригада Антона Бринского — 427, отряд Дмитрия Медведева — 317). Интенсивность действий советских формирований против ОУН-УПА в ряде случаев превышала их активность против немцев. В общей сложности, обе стороны потеряли по разным подсчётам от 5 до 10 тыс. человек убитыми и ранеными.
Другой главный противник УПА — Армия Крайова, польская подпольная организация, поставившая цель восстановить Польшу в её довоенных границах. Считая Западную Украину своей территорией, во время нацистской оккупации подразделения АК там неоднократно вступали в боевые столкновения с УПА, кроме того они нередко вели военные акции против националистов совместно с советскими партизанами. По подсчётам некоторых польских исследователей, в целом в течение 1943—1944 гг. только на Волыни между АК с одной стороны и подразделениями УПА с другой произошло около 150 боев, во время которых с обеих сторон погибло по меньшей мере по несколько сотен боевиков. УПА сумела в значительной мере сорвать планируемую аковцами акцию «Буря», суть которой состояла в ударе по немецким тылам в Галиции и попытке содействовать Красной Армии при взятии Львова. Как известно, АК в Галиции была разгромлена НКВД и НКГБ. Сразу же после занятия Львова — 27 июля 1944 года — НКВД и Красная Армия начали насильственное разоружение отрядов АК. Но уже к приходу Красной Армии её поражение полностью подготовили украинские повстанцы.
Вместе с тем с весны 1943 года УПА проводила на Волыни кампанию по массовому уничтожению польского населения, жертвой которой стало не менее 30-40 тысяч поляков. По подсчётам, в результате ответных карательных действий польских военных формирований, подчинявшихся АК, на Волыни погибло также не менее 2 тысяч гражданских украинцев.
Летом 1943 г. УПА развернула большую работу по формированию из отдельных отрядов единой централизованной партизанской армии. Дело в том, что у неё в этот период было, по крайней мере, два сильных конкурента. С одной стороны, это члены ОУН — сторонники Андрея Мельника. ОУН-М также имели свои повстанческие отряды — в частности, Украинский легион самообороны (УЛС), состоявший из трех сотен и действовавший на Кременечине (Волынь). К середине 1943 года численность всех мельниковских партизан составила 2-3 тысячи человек. Отряды ОУН (м) самостоятельно почти не вели активной вооружённой деятельности, хотя имели место столкновения с советскими партизанами, бандеровцами и участие в антипольских акциях.
С другой стороны, соперниками бандеровцев стали националисты, возглавляемые Тарасом Боровцом, взявшим себе кличку «Тарас Бульба». Его партизан поэтому называли «бульбаши». Отряды «Бульбы» общей численностью до 3—5 тысяч человек размещались в районе Людвиполя в Ровенской области. Боровец первым присвоил своим партизанам название УПА ещё в декабре 1941 года (правда, с добавлением «Полесская сечь»). Изначально его группировка создавалась, как подразделение вспомогательной полиции для борьбы с красными партизанами и отступающими частями Красной Армии. В июне — июле отряды Тараса Боровца (атамана Тараса Бульбы), сумели выбить советские войска с большой территории в районе Олевска, захватить сам город и создать собственную «Олевскую республику», которая просуществовала до ноября 1941 года. 15 ноября 1941 года отряды Боровца ушли на нелегальное положение. Причиной этому стал отказ бойцов Полесской Сечи расстреливать евреев в Олевске. Боровец со своими сторонниками скрывался в лесах Березнивского, а позже — Костопольского и Людвипольського районов Ровненской области.
Один за другим отряды Мельника и Боровца окружались и уничтожались. В ночь с 18 на 19 августа 1943 года в Костопольском районе Ровенской области отряды УПА атаковали и разгромили штаб Полесской Сечи, в результате чего были убиты несколько их командиров. ОУНовцам также удалось захватить в плен жену Боровца — Анну Опоченскую. После долгих пыток её казнили. В конце лета противостояние между националистами закончилось, после чего подавляющая часть оппонентов оказалась в подчинении у ОУН-Б. Боровец переименовал свою организацию в «Украинскую народно-революционную армию» (УНРА), а к концу сентября 1943 года группировка фактически перешла в подполье. 20 ноября 1943 года Боровец вместе с адъютантом прибыл в Ровно для переговоров с немецкими оккупационными властями. В итоге его переговоры ни к чему не привели, и он вместе с адъютантом был арестован и провел 12 месяцев в специальном политическом бараке концлагеря Заксенхаузен, где, кстати, с января 1942 года сидел и Степан Бандера. Остатки УНРА, базировавшиеся в лесах Сарненского, Костопольского и Олевского районов, в феврале 1944 года были разбиты частями охраны тыла войск Первого Украинского фронта и органами НКВД УССР. Остальные участники УНРА (т. н. Северная Группа № 7) в количестве 28 человек были арестованы. В начале 1944 г. остатки УЛС, подчинявшиеся ОУН-М, были реорганизованы в 31-й батальон СД (500—600 человек), став, таким образом, открыто коллаборационистским подразделением, воевавшим на стороне немцев.
К концу 1943 года УПА взяла курс на максимальное сворачивание наступательных действий против немцев и начала копить свои силы на борьбу против СССР, это позволило местным руководителям повстанческой армии и руководителям низовых структур ОУН наладить связи с представителями немецкой оккупационной администрации и командирами частей вермахта. Сотрудничество германского командования и УПА подтверждают и донесения советских партизан. С февраля 1944 года отряды УПА совместно с частями 14-й гренадерской дивизии Войск СС «Галиция» вели борьбу с советскими и польскими партизанами на территории дистрикта Галиция Генерал-губернаторства.
В то же время, отношения с венгерской армией значительно усложнились — в Станиславской области (современная Ивано-Франковская область) венгерские войска, защищавшие польское население от террора УПА, с мая 1944 вели активные боевые действия против отрядов УПА. Между венгерскими подразделениями и УПА происходили ожесточённые столкновения, которые порой продолжались несколько дней, но вскоре также закончились из-за того, что советско-германский фронт приближался, и обе стороны решили остановить кровопролитие. В тот момент, когда между венграми и УПА вновь достигалось понимание, повстанцы не только прикрывали отступление венгров, но и выводили их из окружения за умеренную плату — оружием.
Что же касается отношений УПА с Румынией, то они в 1944 году складывались с такими же эксцессами, как с нацистской Германией. С румынами, помимо Северной Буковины, оккупировавшими и так называемую Транснистрию — территорию между Южным Бугом и Днестром — ОУН и УПА стремились заключать соглашение. Бывший руководитель ОУН в «Транснистрии» Тимофей Семчишин на допросе в НКВД 24 октября 1944 г. показал, что в ходе переговоров в Кишиневе с представителями маршала Иона Антонеску 17-18 марта 1944 г. между ОУН, УПА и Румынией были достигнуты устные договоренности по всем вопросам. Исключением стало непризнание со стороны ОУН восточной румынской границы, существовавшей до июня 1940 г. Поэтому договор так и не был подписан. Однако против румын УПА практически не воевала, а лишь ограничилась антирумынской агитацией и терактами против представителей румынской администрации в Северной Буковине.
Перед изгнанием гитлеровцев с территории Украины и возобновлением советской власти, 11—15 июля был создан Украинский Главный Освободительный Совет (УГВР). Его номинальным президентом и руководителем президиума (аналог подпольного парламента) был избран полтавчанин Кирилл Осьмак, бывший украинский эсер и кооператор, который в 1920—1930-х гг. находился на территории СССР и, таким образом, символизировал единство Восточной и Западной Украины. Руководителем Генерального секретариата был избран Роман Шухевич. Было создано три «министерства» — военных, иностранных и внутренних дел. УГВР пытался наладить контакты с западными союзниками, в частности через Швейцарию с политическими кругами Великобритании.
К концу 1944 года, по мере того, как Красная армия продвигалась на Запад к границам Германии, руководство нацистской Германии было вынуждено пересмотреть своё отношение к украинскому национализму и УПА как потенциальному союзнику в войне против СССР. Осенью 1944 года из концлагеря Заксенхаузен были выпущены на свободу несколько десятков украинских националистических деятелей. Среди них, в частности, — Степан Бандера, Андрей Мельник, Тарас Бульба-Боровец и другие. Немецкие власти намеревались использовать украинские националистические организации для диверсионной деятельности в тылу Красной Армии, в надежде на то, что это хоть как-то поможет ослабить наступающего противника. Немцы создали специальную команду абвера (ею руководил капитан Витцель — «Кирн»), которая поддерживала контакты с украинским национально-освободительным движением. С осени в немецких военных школах организовывались курсы, которые должны были в течение двух-трёх месяцев подготовить специальные разведывательно-диверсионные отряды из украинских националистов и немцев. Их должны были выбрасывать с парашютом за линию фронта на территорию Западной Украины, где диверсантам рекомендовалось наладить связь и сотрудничество с УПА, и организовать самостоятельные повстанческие отряды. Общая численность этих групп составила несколько сот человек, но в должной степени их не удалось использовать. Столь рискованные планы стали известны органам НКВД. Практика применения диверсантов-парашютистов благодаря оперативным действиям советской стороны на протяжении осени-зимы 1944 года в целом себя не оправдала. Да и повстанцы далеко не всегда лояльно встречали высадившихся десантников. В их отношении командование УПА издало специальное указание задерживать и разоружать эти группы, и после проверки органами СБ ОУН переводить в УПА или боёвки, как обычных стрелков «с правом аванса». «Ненадёжные» подлежали уничтожению. Документ делил «парашютов» на чужих и своих. Первые — «национальные парашютные подразделения (власовцы, немцы)». Вторые — диверсионные и разведывательные группы, выбрасываемые абвером на базы УПА.
С восстановлением советской власти на территории Западной Украины, УПА стала действовать против военнослужащих Красной Армии, внутренних и погранвойск НКВД СССР, сотрудников правоохранительных органов и служб безопасности, советских и партийных работников, колхозных активистов, представителей интеллигенции, приехавших «с востока», лиц из числа местного гражданского населения и структур ОУН(б), заподозренных в поддержке или лояльности советской власти. Борьба УПА против Красной армии и подпольно-диверсионная деятельность в послевоенное время привели к тому, что понятия «уповцы» и «бандеровцы» стали символизировать агрессивный национализм. В советской историографии также утверждалось, что УПА якобы была создана немецкими спецслужбами для борьбы с советскими партизанами. В реальности это утверждение не соответствует действительности и какой-либо немецкой документальной базой не подтверждается.

Банкнота достоинством
1 шиллинг, реверс, 1949 года выпуска. Национальный освободительный фонд ОУН.

По завершении Второй мировой войны в Европе, Бандера и Мельник оказались в западной зоне оккупации и, как следствие, в сфере интересов спецслужб западных стран. Особую активность, как и ранее, проявила ОУН(б). С официальным началом «холодной войны» в 1947 году их активность в эмигрантской среде, при поддержке разведок США и Великобритании, возросла, в то время как активность на территории Украинской ССР и Польши усилиями служб безопасности СССР и Польши постепенно была подавлена. Попытки эмигрантского руководства ОУН наладить связь с подпольем потерпела неудачу — так, из 19 сброшенных в 1952 году связных 18 попали в МГБ СССР.
В то же время, ещё с 1946 года, в самой ОУН(б) назревал внутренний раскол между «ортодоксами» во главе с Бандерой и «реформистами», представленными Зиновием Матлой и Львом Ребетом, — разрыв, который фактически оформился в 1956 году. Тогда из ОУН(б) выделилась третья фракция, возглавляемая Зиновием Матлой и Львом Ребетом и получившая название «Заграничная ОУН», или ОУН(з) (также из-за количества лидеров её называют «двійкарі» (от «укр. двійка» — «двойка»). ОУН(м) в то же время наладила контакты с представителями УНР в эмиграции и постепенно отошла от радикально-националистической деятельности, став правоконсервативной партией. ОУН(б) эволюционировала слабо, фактически оставаясь на позициях начала 1930-х годов. Несмотря на это, она доминировала в националистической эмигрантской среде, в особенности США и Канады, став особенно востребованной в период пика «холодной войны» в первой половине 1980-х годов.
К концу 1980-х годов оба движения полулегально вернулись в Украинскую ССР. Легализация обеих ОУН произошла в начале 1990-х годов, причём ОУН(б) легализовалась в виде политической партии «Конгресс украинских националистов» (КУН), а ОУН(м) — в виде одноимённого общественно-политического движения.
На сегодняшний день проблема ОУН-УПА относится к дискуссионным темам украинского общества, точка зрения на протяжении лет независимости колеблется между позитивным (борцы за независимость, герои Украины) и негативным (немецкие коллаборационисты, предатели Украины). Их оценка часто опирается на пропагандистские штампы обеих сторон. Вопрос об официальном признании УПА воюющей стороной во Второй мировой войне до сих пор остаётся не до конца решённым.

## Украинский национал-коммунизм
В 1917—1920 годах в коммунистическом движении возникло направление, сторонники которого считали, что построение коммунистической экономики приведёт к уничтожению как социального, так и национального гнёта, а также, что коммунизм необходимо не унифицировать по российскому образцу, а приспосабливать к специфическим национальным условиям. В 1919 году Сергеем Мазлахом и Василием Шахраем был написан труд «К текущему моменту. Что происходит на Украине и с Украиной?» теоретически оформивший данные идеи в доктрину украинского национал-коммунизма.

## Независимая Украина
Историк Восточной Европы Сергей Плохий отмечает демократичность украинского общества и слабовыраженность украинского национализма в 1990-е годы, первые года после обретения независимости. Национализм имел мало поддержки в регионах.
Украина стремится присоединиться к Западу, что требует гарантий прав человека и соответствия нормам международного права. Однако медленные темпы экономического развития разочаровали многих, кто ожидал быстрого подъёма уровня жизни; с середины 1990-х годов стало заметно недовольство населения. Националистические и правоэкстремистские партии подпитывали недовольство и использовали его для поддержания своих движений. По историческим причинам эти группы находят большую часть своих сторонников в регионах Западной Украине (Галичина), где до Второй мировой войны проживало наибольшее количество евреев и где во время войны было активно украинское движение за независимость. Они берут пример с Симона Петлюры, Дмитрия Донцова и Степана Бандеры, важнейших идеологов украинской независимости межвоенного периода. На первом месте в повестке дня Конгресса украинских националистов, Украинской консервативной республиканской партии и УНА-УНСО стояло освобождение страны от «великорусского ига». Однако имеют место и антисемитские лозунги.
Отличием от России является отсутствие «красно-коричневого» альянса (старых коммунистов и националистов или фашистов), который можно увидеть среди российских антисемитских радикалов.

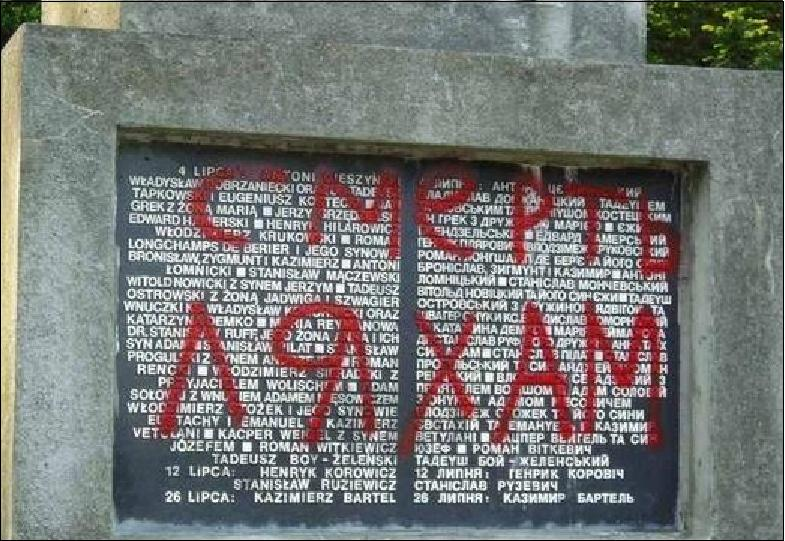
Оскорбительная надпись на памятнике расстрелянным во Львове представителям польской интеллигенции, сделанная в 2009 году

Процесс национального возрождения 1989—1991 годы в СССР ознаменовался появлением новых, альтернативных КПУ политических партий и движений, преимущественно национал-демократического направления: «Народное движение Украины за перестройку» (Рух), Украинская республиканская партия и другие. Однако в короткое время значительная часть наиболее активных граждан, преимущественно молодёжь, разочаровалась в новейших национал-демократических течениях, обвиняя их в политической нерешительности и чрезмерной умеренности во взглядах.
19 августа 1989 года члены молодёжного крыла Украинской Хельсинкской Группы на горе Маковка провозгласили создание Союза Независимой Украинской Молодёжи (СНУМ). Снумовцы открыто манифестировали своими целями выход Украины из состава СССР, воспитание молодёжи в духе патриотизма на примерах национально-освободительной борьбы ОУН и УПА и т. д. Хотя СНУМ и была организацией нелегальной и действовала в условиях идеологических табу и запретов, однако она быстро нашла сторонников по всей Украине. Менее чем за год со дня своего образования СНУМ в своих рядах объединила около тысячи националистически настроенных молодых людей из всех регионов Украины. В мае 1990 года общее количество областных организаций СНУМ увеличивается до 18. Существовала ячейка СНУМ и в Перемышле, в Польше.
Главным средством деятельности Союза была агитационная и просветительская работа, организация митингов, забастовок, голодовок и пикетов. На своих первых нелегальных митингах в Киеве и Львове снумовцы собирали деньги для печати своих манифестов и периодических изданий (свои газеты и листовки СНУМ печатала в Литве и нелегально ввозила в УССР), что дало возможность распространять свои идеи в массах. Члены союза устраивали театрализованные представления с сожжением комсомольских билетов в Киеве, Львове, Тернополе, Ровно, Дубно. Снумовцы организовали бойкот весеннего призыва в Советскую Армию. Весной 1990 СНУМ принимает активное участие в парламентских выборах. Депутатом от СНУМ становится Игорь Деркач. В 1990 года организация всё отчётливее поляризуется на два лагеря: радикальный (формируется вокруг Олега Витовича и Дмитрия Корчинского) и демократический.
В 2005 году была создана гражданская организация «Патриот Украины» в Харькове. 17 января 2006 года «Патриот» официально зарегистрирован в Харьковском областном управлении юстиции как общественная организация. Руководство нового и единственного «Патриота Украины» позиционировало себя как главный провод независимой организации, без привязки к какой-либо партии.
Ультранационалистическая группа «Державная самостийность Украины», не имеющая мест в парламенте, говорит о «неизбежном объединении» всех этнически украинских регионов, которые в настоящее время «находятся» под юрисдикцией других государств, что отсылает к России. «Непокорённая нация» («Нескорена нація»), орган «Державной самостийности Украины», выступает как против русских, так и против «всемирного еврейского заговора», по их мнению, направленного на порабощение Украины. Авторы изданий «Незборима нація», «Голос нації» и «За вільну Україну» в качестве источников используют антисемитские произведения «Протоколы сионских мудрецов», «Международное еврейство» Генри Форда, «Миф двадцатого века» Альфреда Розенберга и «Майн кампф» Адольфа Гитлера.
Ряд украинских праворадикалов в построении своей идеологии используют мифические и мистические элементы. По их утверждениям, Украина, была землёй, породившей «арийскую расу», от которой произошли все индоевропейские народы. Поэтому у страны есть особая мессианская задача — восстановление Великой Украины, которая будет сражаться со злом, то есть с космополитическими евреями, ведущими человечество в пропасть. В рамках этой «арийско-украинской» миссии Иисус изображается украинцем, а ориентированная в прошлом на Москву Украинская православная церковь Московского патриархата - идеальным союзником против «масонов-сионистов», стремящихся обеспечить приход антихриста и гибель православия. Однако эти националистические группы играют относительно маргинальную роль в политической жизни страны.
Националистические силы предприняли несколько попыток получить места в официальной политике:
- Руководитель партии «Правый сектор» Дмитрий Ярош принял участие во внеочередных выборах президента Украины и получил 0,7 % голосов избирателей[83];
- Партия «Правый Сектор» приняла участие во внеочередных выборах в Верховную Раду в октябре 2014, взяв 1,80 % голосов, в результате место в парламенте получил только Дмитрий Ярош[84];
- Партия ВО «Свобода» в выборах 2014 взяла 6 депутатских мандатов, депутатами ВРУ VIII созыва стали: Юрий Бублик, Михаил Головко, Андрей Ильенко, Юрий Левченко, Александр Марченко, Олег Осуховский;
- Командир батальона «Азов» Андрей Билецкий принял участие в парламентских выборах в мажоритарном округе № 217 (Оболонский район, г. Киев) и, при поддержке в 33,75 %, получил мандат депутата;
- 14 октября 2016 была образована партия «Национальный Корпус», лидером которой стал Андрей Билецкий. Партия состоит из руководителей батальона Азов, общественных активистов, волонтеров и тому подобное. Официальная идеология партии — нациократия[укр.][85].

В 2017 году политолог Тарас Кузьо говорит, что, в отличие от России, где во властной верхушке возникли агрессивные и шовинистские отношения к Украине, ставшие консенсусом и объединившие разобщенную в прочих вопросах российскую элиту, патриотов и либералов, национализм в Украине не имел электоральной поддержки. Война с Россией привела к росту патриотизма, к враждебности к Путину и к российской верхушке, но не к ненависти к русским как к этносу.
16 марта 2017 года украинские националистические силы подписали «Национальный Манифест», консолидировав свои силы в борьбе за власть. До подписания присоединились партии «Национальный Корпус», ВО «Свобода», «Правый Сектор», ОУН, КУН, С14. Среди пунктов «Национального Манифеста» традиционно националистические политические требования: возвращение ядерного статуса, закрепления права на свободное владение оружием, признание РФ — страной-агрессором и разрыв дипломатических связей, ликвидировать олигархию, ввести украинский язык как единственный государственный и одолеть последствия русификации Украины, способствовать созданию единой поместной церкви с центром в Киеве, запретить торговлю землей сельскохозяйственного назначения и тому подобное.
22 января 2019 года националисты из партий ВО «Свобода», «Правый сектор», ОУН, КУН и организации С14 заявили о поддержке единого кандидата на президентских выборах 2019 Руслана Кошулинского. При этом, несмотря на подписанный «Национальный манифест» вместе с другими националистическими партиями, «Национальный корпус» о поддержке единого кандидата так и не заявлял.
В 2023 году политолог Тарас Кузьо оценивает национализм в Украине как имеющий слабое влияние, с наименьшей в Европе поддержкой среди населения.
В 2022 году в начале полномасштабного российского вторжения в Украину добровольческие подразделения украинских националистов организовали эффективную оборону и остановили российское наступление в критических точках — Харькове, Изюме, Рубежном, Северодонецке и Бахмуте, а также успешно оборонялись в полном окружении в Мариуполе.

## Отношение в Польше
26 января 2018 года Сенат Польши принял закон, предусматривающий уголовную ответственность за отрицание преступлений украинских националистов против поляков. Закон касается определения преступлений украинских националистов и украинских организаций, сотрудничавших с нацистской Германией, а также возможности запуска уголовных производств против лиц, отрицающих эти преступления. За отрицание этих преступлений предусматривался штраф или лишение свободы сроком до трёх лет.

## Отношение в России
Российская пропаганда автоматически причисляла к «украинским националистам» или даже «украинским нацистам» практически любых политиков страны. Так, «нацистами» оказывались и умеренный национал-либерал Пётр Порошенко, Владимир Зеленский. Президент России Владимир Путин называл «украинским националистом» в том числе Виктора Медведчука — влиятельного пророссийского политика и главу партии «Оппозиционная платформа — За жизнь».
Российская пропаганда преувеличивала степень распространения националистических настроений в украинском обществе. Для этого использовались реальные случаи с участием украинских ультраправых, которые преподносились как обычное и повсеместное явление для страны. По мнению российских официальных лиц, Евромайдан был организован ультраправыми силами. Для российских властей аргумент об участии ультраправых в событиях на Майдане был настолько важной частью информационной войны, что в апреле 2014 года число упоминаний националистического «Правого сектора» в российских медиа сравнялось с числом упоминаний «Единой России».
Некоторые западные исследователи России, по мнению политолога Тараса Кузьо, в духе советской пропаганды, притеснявшей национальные движения, приравняли украинских националистов к нацистам. В СССР и в России, отмечает Кузьо, каждый, кто поддерживает независимую Украину и не согласен с её включением в состав «русского мира», Российской империи — украинский «националист».

## Символы
Символы некоторых украинских националистических организаций:

ОУН-М
ОУН-Б
УНА-УНСО

### Статьи
- Касьянов Г. В. Ідеологія ОУН: історико-ретроспективний аналіз (Закінчення) / Касьянов Г. В. // Український історичний журнал. — 2004. — № 2. — С. 68-82.
- Кружков Владимир. Украинский национализм в Российской империи и на её обломках // Международная жизнь. № 9, 2021.